# Tama Trzech Przełomów

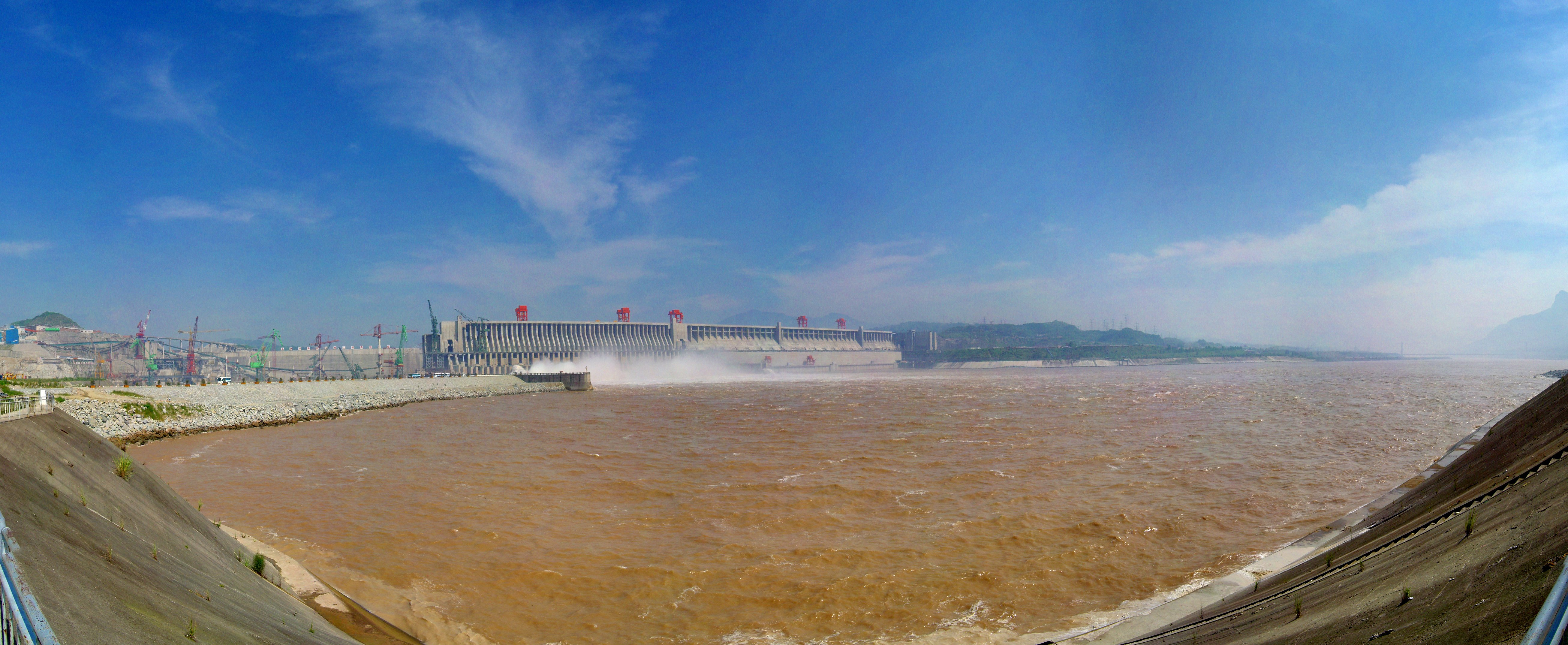
Budowa tamy Trzech Przełomów, lipiec 2004

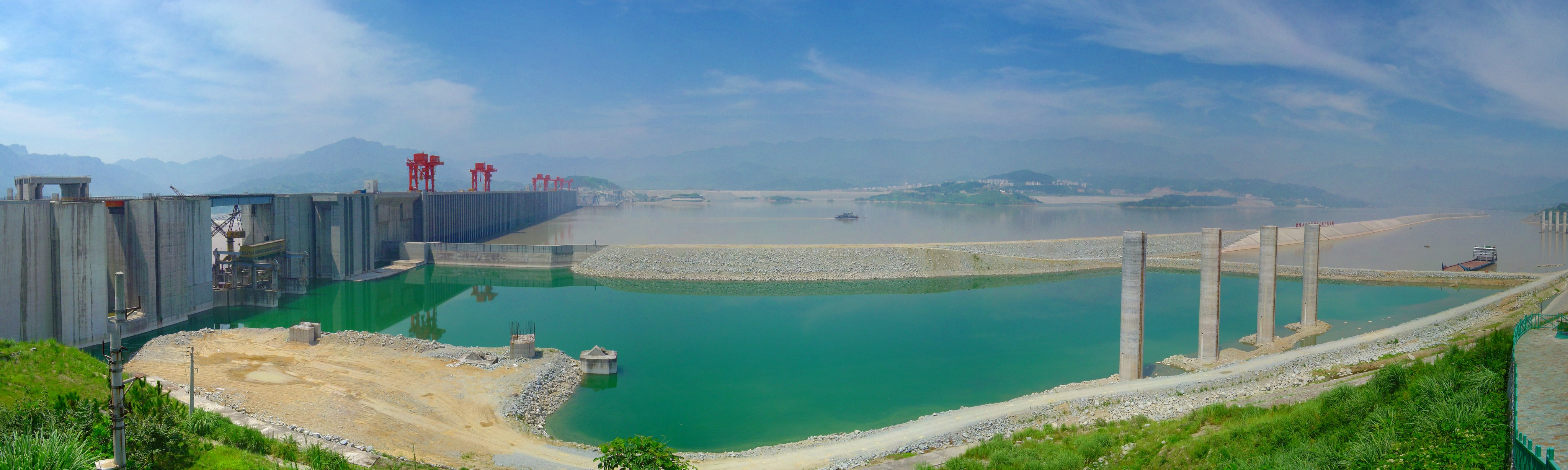
Panoramiczne ujęcie tamy Trzech Przełomów

Tama Trzech Przełomów (chin. upr.: 三峡大坝; chin. trad.: 三峽大壩; pinyin: Sānxiá Dàbà) – zapora wodna wzniesiona na rzece Jangcy w centralnej prowincji Chin – Hubei. Budowa rozpoczęła się w roku 1993. Napełnianie zbiornika zakończono 26 października 2010, uzyskując poziom wody wynoszący 175 m, który umożliwia elektrowni wodnej działanie z pełną mocą. Zapora jest najdroższym pojedynczym projektem budowlanym na świecie. Koszt przedsięwzięcia ocenia się na 37 mld USD.
Inwestycja stała się obiektem krytyki licznych środowisk: historyków (w wyniku powstania zapory zalano liczne zabytki), ekologów (zagroziła ona egzystencji niektórych gatunków ryb i ssaków wodnych), geologów (skala sztucznego zbiornika jest tak wielka, że ciężar nagromadzonej wody może wpłynąć na tektonikę) oraz ekonomistów (inwestycja może przynieść więcej strat niż korzyści ekonomicznych).

## Budowa
Według planów z 2007 roku 26 generatorów o łącznej mocy 18,2 GW miało produkować 84,7 TWh energii rocznie. Zapora ma chronić przed powodziami, a także zwiększyć żeglowność rzeki i sprawić, że przez sześć miesięcy w roku statki oceaniczne o nośności 10 tys. ton docierać będą 2,4 tys. km w głąb lądu. Ostatnie osoby z miasteczka Gaoyang w prowincji Hubei, które było przeznaczone do zalania wodą, zostały ewakuowane 15 lipca 2008.

## Produkcja energii
| Rok  | Liczba turbin | TWh    |
| ---- | ------------- | ------ |
| 2003 | 6             | 8,61   |
| 2004 | 11            | 39,16  |
| 2005 | 14            | 49,09  |
| 2006 | 14            | 49,25  |
| 2007 | 21            | 61,60  |
| 2008 | 26            | 80,81  |
| 2009 | 26            | 79,47  |
| 2010 | 26            | 84,37  |
| 2011 | 29            | 78,29  |
| 2012 | 32            | 98,10  |
| 2013 | 32            | 83,27  |
| 2014 | 32            | 98,80  |
| 2015 | 32            | 87,0   |
| 2016 | 32            | 93,50  |
| 2017 | 32            | 97,60  |
| 2018 | 32            | 101,60 |
| 2019 | 32            | 96,88  |
| 2020 | 32            | 111,8  |

Tama Trzech Przełomów jest największą hydroelektrownią na świecie pod względem mocy. Moc elektrowni wynosi 22,5 GW (w roku 2007: 18,2 GW). Posiada 32 generatory, każdy o mocy 700 MW. Średnie zużycie węgla do wyprodukowania 1 kWh energii w Chinach to 366 gramów. Zatem tama Trzech Przełomów przyczynia się do ograniczenia zużycia węgla o (szacunki z roku 2007) 31 milionów ton rocznie, co ogranicza emisję (szacunki z roku 2007) 100 milionów ton gazów cieplarnianych, milionów ton pyłów, miliona ton dwutlenku siarki, 370 tys. ton tlenku azotu, 10 tys. ton tlenku węgla oraz znaczących ilości rtęci do atmosfery.

## Konsekwencje

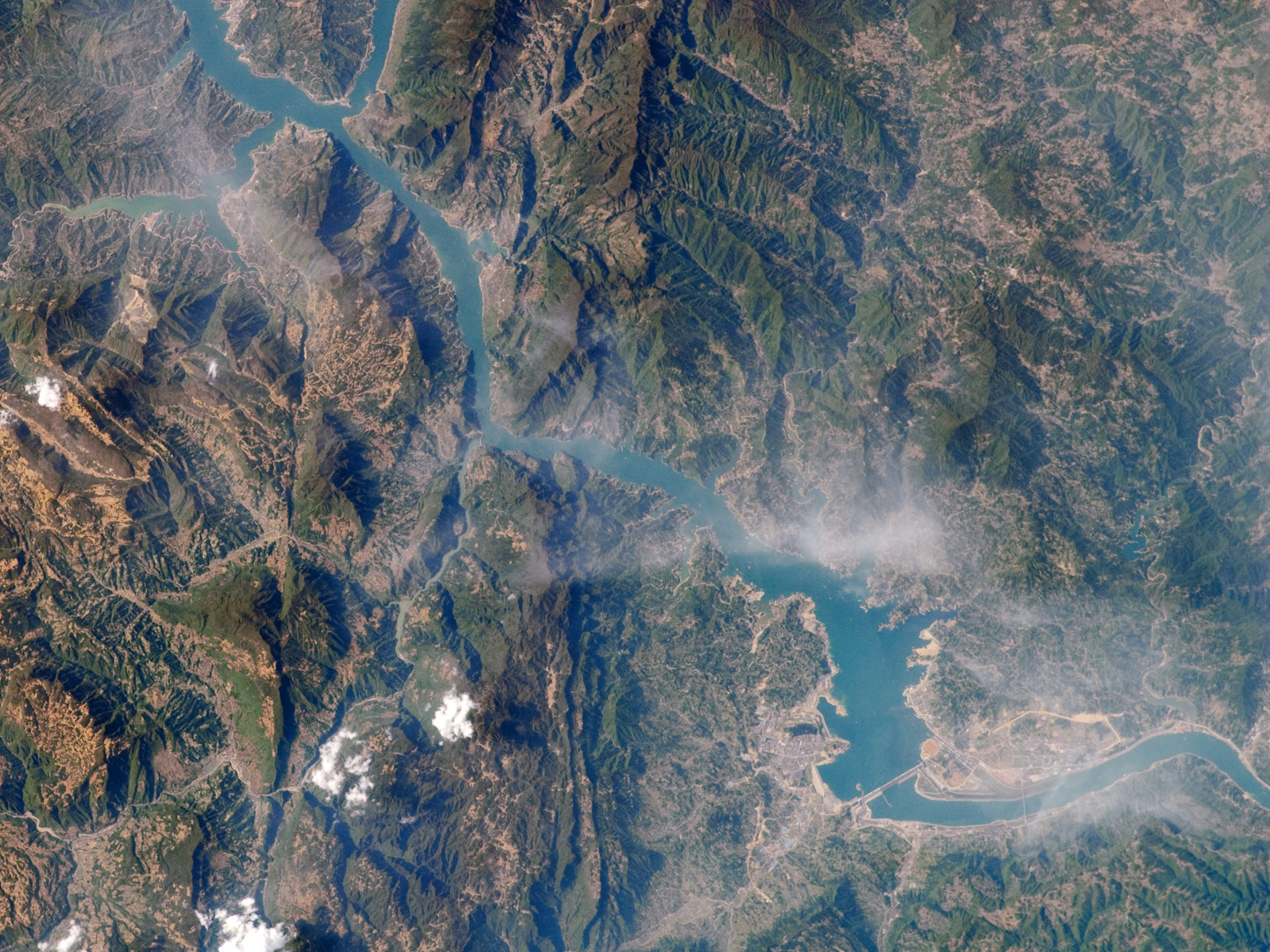
Zdjęcie satelitarne zapory i powstałego zbiornika, 2011

Konsekwencją powstania tamy Trzech Przełomów stało się przymusowe przesiedlenie ponad 1,26 mln osób. Całkowitemu zatopieniu uległ obszar 17 dużych miast, 140 miasteczek i ponad 3000 wsi. Powstanie zapory doprowadziło ponadto do zatopienia śródmieścia trzech dużych aglomeracji (Wanxian, Fuling, Chongqing).
W 2012 roku chińskie władze podjęły decyzję o sukcesywnym przesiedleniu kolejnych 100 tysięcy mieszkańców okolic zapory w związku ze wzmożoną aktywnością sejsmiczną i niebezpieczeństwem zatopienia przyległych obszarów w przypadku poważnej awarii. Powstanie tamy Trzech Przełomów jest największym w historii przykładem przesiedlenia ludności wywołanego realizacją pojedynczej inwestycji. Konsekwencją powstania zapory stało się także zatopienie ponad 1600 dotychczas istniejących fabryk i kopalń, oraz 1300 stanowisk archeologicznych.
Przemieszczenie po uruchomieniu zapory 40 mld ton wody spowodowało mierzalne, choć nieistotne w praktyce, skutki dla obrotu Ziemi: oś obrotu przechyliła się nieco, przesuwając biegun geograficzny o 2 cm, a doba wydłużyła się o 0,06 mikrosekundy.